# Murat Khrachev
Murat Petrovich Khrachyov (en russe : Мурат Петрович Храчёв ; en français : Mourat Petrovitch Khratchiov) est un boxeur russe né le 25 juillet 1983 à Tcherkessk.

## Carrière
Aux Jeux olympiques d'été de 2004, il combat dans la catégorie des poids légers et remporte la médaille de bronze.